# Hesdin
Pour les articles homonymes, voir Vieil-Hesdin, Hesdin-l'Abbé et Hesdin-la-Forêt.
Hesdin [edɛ̃] est une ancienne commune française située dans le département du Pas-de-Calais en région Hauts-de-France. Ses habitants sont appelés les Hesdinois.
Il s'agissait d'une commune de petite superficie, de 90 ha, deuxième plus petite commune du Pas-de-Calais, au passé riche et au patrimoine historique important, située sur la Canche, au cœur du pays des Sept Vallées (le « poumon vert du Pas-de-Calais »).
Le 1er janvier 2025, la commune ainsi que celles d'Huby-Saint-Leu, Marconne et Sainte-Austreberthe, ont fusionnées pour former la commune nouvelle d'Hesdin-la-Forêt.

## Géographie

### Localisation
La ville est située sur la route reliant Arras au Touquet-Paris-Plage : la route départementale 939 (ancienne route nationale 39). Cette route passait jusque dans les années 1950 au centre de la commune.
Hesdin est située sur la Canche, à quelques kilomètres en amont de la Ternoise, son principal affluent, et à 33 km à l'est de Berck et au nord d'Abbeville ainsi qu'à 53 km à l'ouest d'Arras.
Pour des raisons historiques liées à sa reconstruction dans la seconde moitié du XVIe siècle, Hesdin est entièrement enclavée dans la commune de Marconne dont le territoire communal forme, autour d'Hesdin, un anneau.
|          | Marconne |          |
| Marconne | Hesdin   | Marconne |
|          | Marconne |          |

Marconne jouxte elle-même les communes de Cavron-Saint-Martin, Huby-Saint-Leu, La Loge, Sainte-Austreberthe et Marconnelle (liste non exhaustive). Il est à noter que le centre géographique de la commune de Marconne n'est distant que d'environ 1,2 m de la commune d'Hesdin, selon le plan du cadastre.

### Géologie et relief
La superficie d'Hesdin est de 0,9 km2 ; son altitude varie de 23  à   34 m.

### Hydrographie

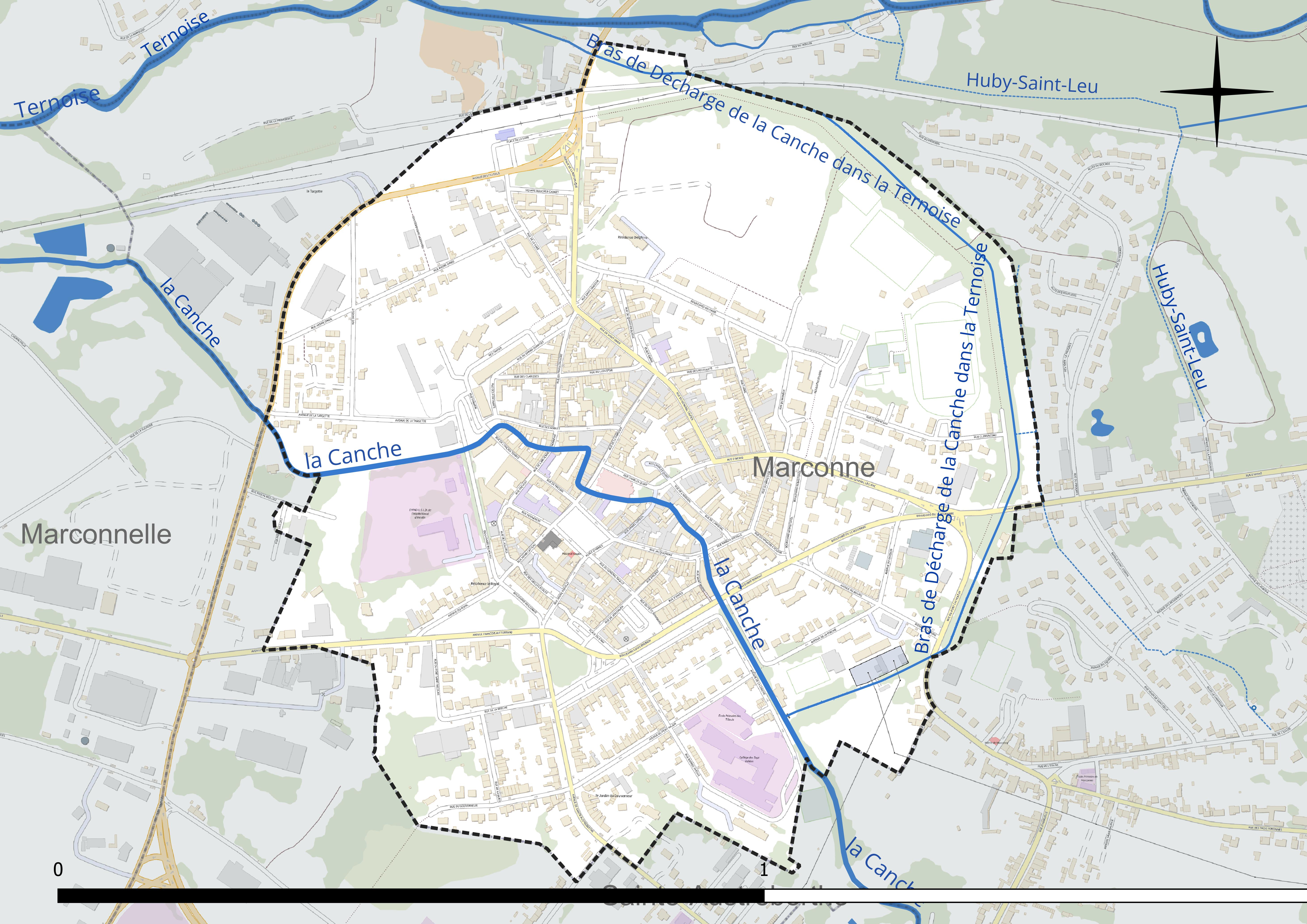
Réseau hydrographique d'Hesdin.

Le territoire de la commune est situé dans le bassin Artois-Picardie.
La commune est traversée par la Canche, un cours d'eau naturel de 100,22 km, qui prend sa source dans la commune de Gouy-en-Ternois et se jette dans la Manche entre Étaples et Le Touquet-Paris-Plage.

### Climat
Pour des articles plus généraux, voir Climat des Hauts-de-France et Climat du Pas-de-Calais.
En 2010, le climat de la commune est de type climat océanique altéré, selon une étude du CNRS s'appuyant sur une série de données couvrant la période 1971-2000. En 2020, Météo-France publie une typologie des climats de la France métropolitaine dans laquelle la commune est exposée à un climat océanique et est dans la région climatique Côtes de la Manche orientale, caractérisée par un faible ensoleillement (1 550 h/an) ; forte humidité de l’air (plus de 20 h/jour avec humidité relative > 80 % en hiver), vents forts fréquents.
Pour la période 1971-2000, la température annuelle moyenne est de 10,6 °C, avec une amplitude thermique annuelle de 13,2 °C. Le cumul annuel moyen de précipitations est de 828 mm, avec 12,8 jours de précipitations en janvier et 8,4 jours en juillet. Pour la période 1991-2020, la température moyenne annuelle observée sur la station météorologique la plus proche, située sur la commune de Humières à 12 km à vol d'oiseau, est de 10,9 °C et le cumul annuel moyen de précipitations est de 856,9 mm,. Pour l'avenir, les paramètres climatiques de la commune estimés pour 2050 selon différents scénarios d'émission de gaz à effet de serre sont consultables sur un site dédié publié par Météo-France en novembre 2022.

### Paysages
Pour un article plus général, voir Paysage en France.
La commune s'inscrit dans les « paysages du Ternois » tels qu’ils sont définis dans l’atlas de paysages de la région Nord-Pas-de-Calais, conçu par la direction régionale de l'Environnement, de l'Aménagement et du Logement (DREAL),.
Ces paysages, qui concernent 138 communes avec trois pôles d’attraction que sont Hesdin à l'ouest, Saint-Pol-sur-Ternoise à l’est et, dans une moindre mesure, Frévent en lisière sud, sont délimités par deux cours d’eau : la Canche au Sud et la Ternoise au Nord. Ces paysages sont composés de plateaux, de vallées et de bocages. Les plateaux du Ternois montrent une structure tabulaire assez plane et une altitude assez régulière avec des points culminants entre 150  à   160 m.
Le territoire d’une vingtaine de kilomètres du Nord au Sud et d’Est en Ouest, est traversé par la D 939 reliant Saint-Pol-sur-Ternoise à Hesdin, par la D 912 entre Saint-Pol-sur-Ternoise et Frévent et par la ligne ferroviaire de Saint-Pol-sur-Ternoise à Étaples dans la vallée de la Canche. La position excentrée, en l’absence de grands axes autoroutiers ou ferrés structurants, a permis au Ternois de conserver un caractère rural et une certaine qualité de paysage.
Au niveau de l’occupation des sols, les surfaces cultivées sont omniprésentes sur les plateaux, avec majoritairement la culture de la betterave et de la pomme de terre, et représentent près de 72 % de la surface totale de ces paysages du Ternois, les espaces artificialisés, cantonnés dans les fonds de vallée, représentent 13 % et les surfaces boisées, présentes dans les deux principales vallées de la Ternoise et de la Canche, ne représentent que 6 %.

### Milieux naturels et biodiversité

#### Sites classés
Un site classé ou inscrit est un espace (naturel, artistique, historique…) profitant d'une conservation en l'état (entretien, restauration, mise en valeur...) ainsi que d'une préservation de toutes atteintes graves (destruction, altération, banalisation...) en raison de son caractère remarquable au plan paysager. Un tel site justifie un suivi qualitatif, notamment effectué via une autorisation préalable pour tous travaux susceptibles de modifier l'état ou l'apparence du territoire protégé.
Dans ce cadre, la commune d'Hesdin présente deux sites classés par arrêté du 22 février 1928 :
- la promenade publique dite La Tour de Chaussée ;
- les arbres de l'avenue d'Arras située sur le territoire des communes d'Hesdin et de Marconne[15].

#### Espace protégé et géré
La protection réglementaire est le mode d’intervention le plus fort pour préserver des espaces naturels remarquables et leur biodiversité associée.
Dans ce cadre, le territoire de la commune fait partie d'un espace protégé : le gîte à chiroptères d'Hesdin d’une superficie de 0,141 ha. Terrain géré (location, convention de gestion) par le Conservatoire d'espaces naturels des Hauts-de-France.

#### Zones naturelles d'intérêt écologique, faunistique et floristique

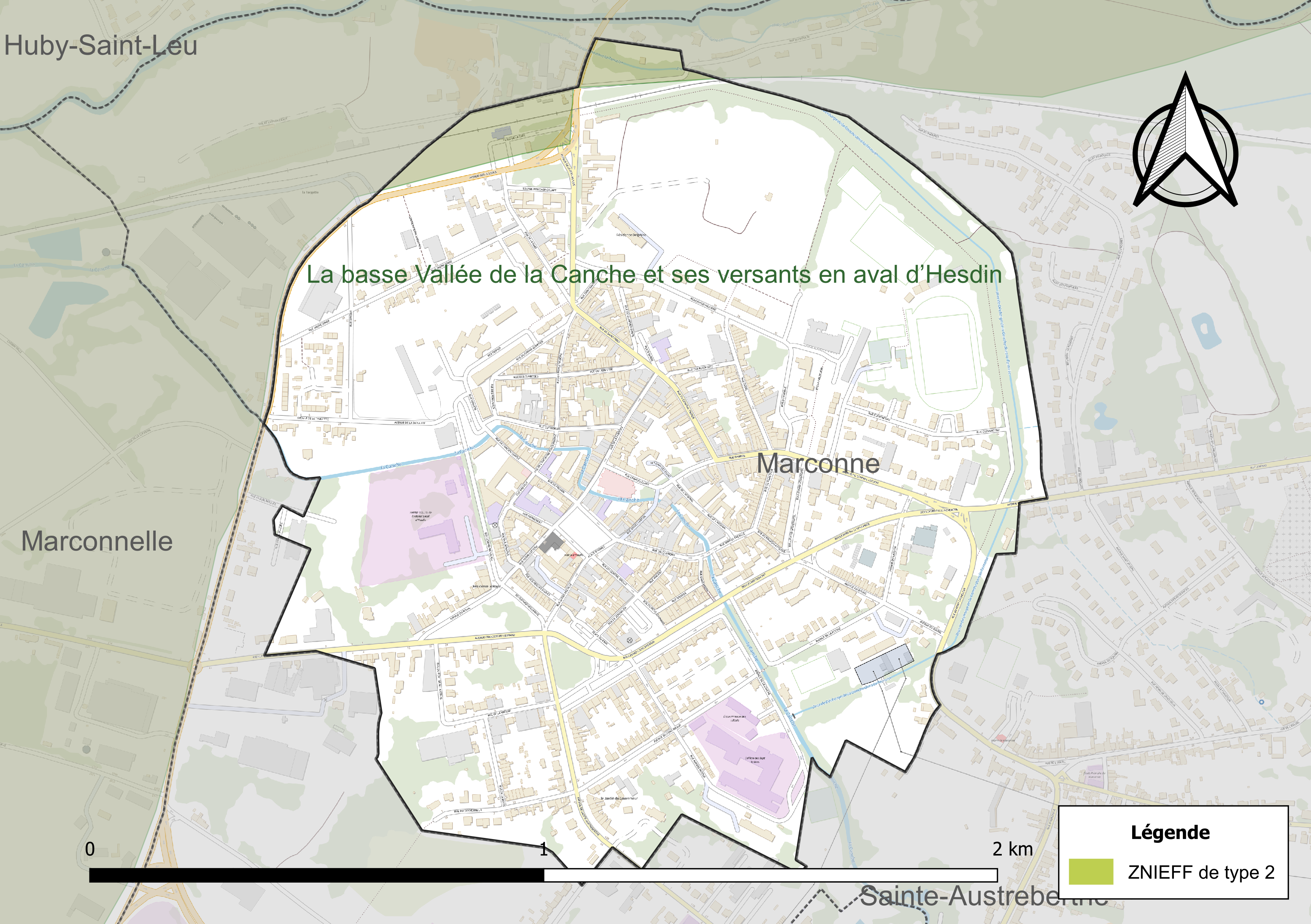
Carte de la ZNIEFF sur la commune.

L’inventaire des zones naturelles d'intérêt écologique, faunistique et floristique (ZNIEFF) a pour objectif de réaliser une couverture des zones les plus intéressantes sur le plan écologique, essentiellement dans la perspective d’améliorer la connaissance du patrimoine naturel national et de fournir aux différents décideurs un outil d’aide à la prise en compte de l’environnement dans l’aménagement du territoire.
Le territoire communal comprend une ZNIEFF de type 2 :
la basse vallée de la Canche et ses versants en aval d’Hesdin, d’une superficie de 12 059 ha et d'une altitude variant de 4  à   133 mètres.

#### Espèces faunistiques et floristiques
L’Inventaire national du patrimoine naturel (INPN) recense plusieurs espèces faunistiques et floristiques sur le territoire de la commune dont certaines sont protégées et d’autres menacées et quasi-menacées.

## Urbanisme

### Typologie
Au 1er janvier 2024, Hesdin est catégorisée petite ville, selon la nouvelle grille communale de densité à sept niveaux définie par l'Insee en 2022.
Elle appartient à l'unité urbaine de Hesdin, une agglomération intra-départementale regroupant huit  communes, dont elle est ville-centre,,. 
Par ailleurs la commune fait partie de l'aire d'attraction d'Hesdin, dont elle est la commune-centre,. Cette aire, qui regroupe 28 communes, est catégorisée dans les aires de moins de 50 000 habitants,.

### Occupation des sols

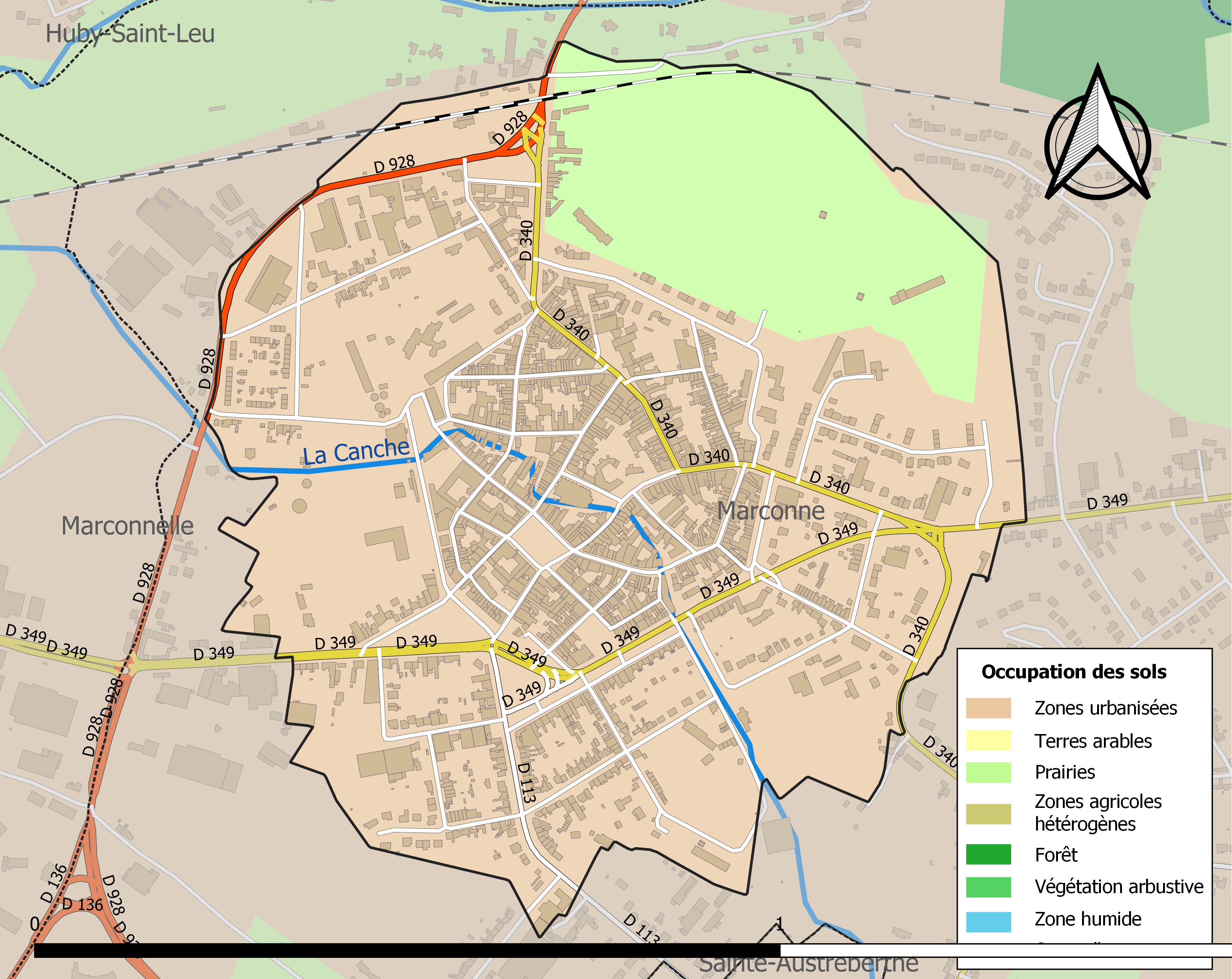
Carte des infrastructures et de l'occupation des sols de la commune en 2018 (CLC).

L'occupation des sols de la commune, telle qu'elle ressort de la base de données européenne d’occupation biophysique des sols Corine Land Cover (CLC), est marquée par l'importance des territoires artificialisés (82,7 % en 2018), en augmentation par rapport à 1990 (80 %). 
La répartition détaillée en 2018 est la suivante : zones urbanisées (66,2 %), prairies (17,3 %), zones industrielles ou commerciales et réseaux de communication (16,5 %). L'évolution de l’occupation des sols de la commune et de ses infrastructures peut être observée sur les différentes représentations cartographiques du territoire : la carte de Cassini (XVIIIe siècle), la carte d'état-major (1820-1866) et les cartes ou photos aériennes de l'IGN pour la période actuelle (1950 à aujourd'hui).

### Habitat et logement
En 2018, le nombre total de logements dans la commune était de 1 465, alors qu'il était de 1 407 en 2013 et de 1 418 en 2008.
Parmi ces logements, 73,2 % étaient des résidences principales, 3,5 % des résidences secondaires et 23,3 % des logements vacants. Ces logements étaient pour 53,9 % d'entre eux des maisons individuelles et pour 45,9 % des appartements.
Le tableau ci-dessous présente la typologie des logements à Hesdin en 2018 en comparaison avec celle du Pas-de-Calais et de la France entière. Une caractéristique marquante du parc de logements est ainsi une proportion de résidences secondaires et logements occasionnels (3,5 %) inférieure à celle du département (6,4 %) mais supérieure à celle de la France entière (9,7 %). Concernant le statut d'occupation de ces logements, 37,2 % des habitants de la commune sont propriétaires de leur logement (38,5 % en 2013), contre 57,8 % pour le Pas-de-Calais et 57,5 pour la France entière.
| Typologie                                               | Hesdin | Pas-de-Calais | France entière |
| ------------------------------------------------------- | ------ | ------------- | -------------- |
| Résidences principales (en %)                           | 73,2   | 86            | 82,1           |
| Résidences secondaires et logements occasionnels (en %) | 3,5    | 6,4           | 9,7            |
| Logements vacants (en %)                                | 23,3   | 7,6           | 8,2            |

### Voies de communication et transports

#### Transports en commun
La localité est desservie par la ligne de bus no 16 (Hesdin - Abbeville) du réseau Trans'80, Hauts-de-France. La société Voyages Dumont effectue le service chaque jour sauf pendant les vacances scolaires, le dimanche et les jours fériés.

## Toponymie
Hesdin est une ville forte construite en 1554 par Charles-Quint après la destruction du Vieil-Hesdin, construite sur le village de Marconne au lieu-dit « le Maisnil », à six kilomètres environ du Vieil-Hesdin.
Le nom primaire de la localité est attesté sous les formes Maisnils, Mainil au XIIe siècle ; Maisnilg en 1257 ; El Maisnil au XIIIe siècle ; Le Maisgnil en 1365 ; Le Maisnil-lez-Hesdin en 1366 ; puis sous les formes Hesdin-Fort en 1559 ; Hesdin-Fert en 1560 ; Le nouveau Hesdin en 1585 ; Esdan en 1591 ; Hédin au XVIe siècle ; Hesdain en 1685; Hesdin en 1793 et depuis 1801.
Durant la Révolution, la commune porte le nom de Le Pelletier-sur-Canche.
En flamand, le nom de la commune est Heusdin.
Le nom d'Hesdin serait issu du celtique Hellen (pente) et de Wick (village).[réf. nécessaire]

## Histoire

### Moyen Âge
À la suite de la mort sans héritier, en juin 1191, du comte de Flandre Philippe d'Alsace, Philippe Auguste prend possession effective de l'Artois, comprenant les places d'Arras, Bapaume, Hesdin, Saint-Omer et Aire-sur-la-Lys, ainsi que la suzeraineté sur les comtés de Boulogne, Guînes et Saint-Pol, et de la place vermandoise de Péronne.

### Temps modernes

#### La fondation du nouvel Hesdin
En 1477, à la suite de la mort de Charles le Téméraire, Hesdin retourne à la couronne française. Le roi Louis XI confirme les privilèges de la ville, par ses lettres patentes, avant d'y arriver le 3 avril 1477.
La ville médiévale se trouvait à l'emplacement de l'actuel Vieil-Hesdin, à cinq kilomètres plus à l'est. L'empereur Charles Quint la fit détruire en 1553, pour faire reconstruire Hesdin quelques années plus tard à son emplacement actuel, sur un terrain situé au centre de la paroisse de Marconne. Le château d'Hesdin appartint notamment à Mahaut d'Artois, mais il fut rasé quand la ville fut prise par Charles Quint. Ses ruines se trouvent sur une propriété privée.

#### Rattachement à la France
La ville reste sous contrôle espagnol jusqu'à sa prise par les troupes de Louis XIII, commandées par le maréchal de la Meilleraye, en 1639.

### Époque contemporaine
Au XIXe siècle, la ville abritait une unité d'infanterie (caserne de la Frézelière), une autre de cavalerie, et une de gendarmerie (garde mobile - caserne Tripier), cette dernière ayant fermé ses portes dans les années 1960. La troupe a été mise à contribution pour plusieurs grands travaux :
- arasement des remparts de la ville ;
- creusement d'un canal de décharge, permettant aux crues de la Canche de s'écouler dans la Ternoise en contournant la ville, la mettant à l'abri des inondations, fréquentes jusque dans les années 1900 ;
- creusement de « bassins », alimentés par le canal, destinés à enseigner la natation aux recrues (et aux Hesdinois) ; ces bassins ont été comblés pour faire place à une piscine et un court de tennis, eux-mêmes désaffectés depuis[réf. nécessaire].

#### Première Guerre mondiale
À l'issue de la Première Guerre mondiale, un Britannique a installé une usine électrique sur la Canche, à peu près au niveau des anciens remparts pour bénéficier d'une chute d'eau (turbine verticale, de type Kaplan). L'usine électrique, longtemps désaffectée, a été transformée en logements sociaux dans les années 1970, et la turbine a disparu dans les années qui ont suivi[réf. nécessaire].

#### Seconde Guerre mondiale
Lors de l'invasion allemande, le 21 mai 1940, 74 personnes, dont 23 militaires, seront tués par les blindés allemands de la 6e Panzerdivision. Une plaque commémore ce massacre.
Durant la Seconde Guerre mondiale, les forces d'occupation allemande ont fait construire deux rampes de lancement de V1 avec leurs installations annexes, dont les ruines sont toujours bien visibles aujourd'hui, ce qui a valu à cette forêt d'être abondamment bombardée par l'aviation anglaise[réf. nécessaire].
Le 13 juillet 1942, trois résistants du parti communiste français de la région d'Hesdin, Marcel Fréville (1899-1942), né à Contes, Victor Mariette (1904-1942), né à Mouriez et Élie Fauquet (1891-1942), né à Aubin-Saint-Vaast, sont exécutés, par les Allemands, à la citadelle d'Arras. Andrée Patoux (1908-1971), née Armand, tenant l'imprimerie Patoux à Hesdin, résistante avec eux, est internée en Allemagne et en revient après la guerre ; Fidéline Fauquet (1886-1945), née Sallembien, épouse d'Élie Fauquet, meurt en déportation dans le camp de Ravensbrück. Sur un mur de la citadelle d'Arras sont apposées trois plaques en mémoire des trois résistants. Une rue d'Hesdin porte le nom de Marcel-Fréville depuis 1944,,,,,,.

#### Création d'une commune nouvelle
Dans les années 1980, le maire d'Hesdin André Fréville a proposé aux communes de Marconne, Marconnelle, Sainte-Austreberthe et Huby-Saint-Leu de fusionner pour former une commune unique qui se serait appelée Hesdin-la-Forêt. Ce projet n'a pas abouti, à la suite notamment de l'opposition de Marconne et de ses contribuables.
La réflexion est relancée en 2023 et, après le vote favorable le 16 septembre 2024 des quatre conseils municipaux (52 votes pour sur 59 élus), la commune nouvelle est finalement créée le 1er janvier 2025, regroupant ainsi Hesdin, Huby-Saint-Leu, Marconne et Sainte-Austreberthe sous le nom de Hesdin-la-Forêt par un arrêté préfectoral du 16 octobre 2024et après que les quatre conseils municipaux en aient formulé la demande le 16 septembre 2024, et transformant les communes historiques en communes déléguées,,.
| Hesdin et les autres communes historiques formant la commune nouvelle d'Hesdin-la-Forêt. |

## Politique et administration

### Rattachements administratifs et électoraux
Hesdin, avant la fusion, se trouvait dans l'arrondissement de Montreuil du département du Pas de Calais. 
Elle était depuis 1793 le chef-lieu du canton de Hesdin. Dans le cadre du redécoupage cantonal de 2014 en France, cette circonscription administrative territoriale a disparu, et le canton n'est plus qu'une circonscription électorale.
Pour les élections départementales, les électeurs d'Hesdin font partie depuis 2014 du canton d'Auxi-le-Château.
Pour l'élection des députés, les électeutrs d'Hesdin votent depuis 1988 dans la quatrième circonscription du Pas-de-Calais.

#### Commune et intercommunalités
Hesdin était le siège de la communauté de communes de l'Hesdinois, créée un établissement public de coopération intercommunale (EPCI) à fiscalité propre créé en 2001 et auquel la commune avait transféré un certain nombre de ses compétences, dans les conditions déterminées par le code général des collectivités territoriales
Conformément aux prescriptions de la loi de réforme des collectivités territoriales du 16 décembre 2010, qui a prévu le renforcement et la simplification des intercommunalités et la constitution de structures intercommunales de grande taille, celle-ci a fusionné avec ses voisines e pour former, le 1er janvier 2014 la communauté de communes des 7 Vallées, dont Hesdin, puis Hesdin-la-Forêt est toujours le siège.

### Politique locale
Stéphane Sieczkowski-Samier, maire depuis 2014, est mis en examen en 2017 et est suspecté d'avoir rédigé une fausse délibération décidant de confier la gestion des logements communaux à l’agence immobilière gérée par sa mère. Il bénéficie par contre d'un non-lieu dans l'affaire de suspicion d’achats de voix lors de la campagne des élections municipales. Il est déclaré inéligible pour trois ans en 2017 après le rejet de son compte de campagne lors des élections législatives de 2017.
En décembre 2017, le président de la communauté de communes des 7 Vallées lui retire ses délégations de 1er vice-président, et le conseil communautaire lui retire ce mandat.
En 2019, sa majorité lui refuse son soutien et seuls quatre conseillers municipaux le soutiennent encore, amenant le blocage du conseil et  des rumeurs de dissolution du conseil municipal ou de révocation du maire, qui n'a pu faire voter le budget de la commune en 2018 et 2019.
Le 21 août 2019, sur proposition du ministre de l'Intérieur, le conseil des ministres a prononcé la révocation de M. Stéphane Sieczkowski-Samier de ses fonctions de maire, « en raison des manquements graves et réitérés aux devoirs qui […] incombaient [à Stéphane Sieczkowski-Samier] en tant que maire et ordonnateur de la commune », a précisé dans un communiqué la préfecture du Pas-de-Calais, qui avait lancé la procédure. Il est « remplacé provisoirement dans la plénitude de ses fonctions de maire, par le premier adjoint actuellement en fonction » et ce dernier « devra réunir le conseil municipal dans un délai maximum de 15 jours pour élire le nouveau maire et les nouveaux adjoints », ajoute-t-elle,. Gérard Lozinguez est élu maire le 5 septembre 2019.
En 2020, le maire d'Hesdin, Stéphane Sieczkowski-Samier, est condamné à trois ans de prison avec sursis et cinq ans d'inéligibilité pour détournement de fonds publics. En 2024, il est de nouveau condamné, cette fois à trente mois de prison, cinq ans d'inéligibilité, trois ans de privation de ses droits civiques et civils et à une amende de 2 000 euros pour usage de faux, complicité de faux en écriture publique et subornation de témoin.

### Liste des maires
| Période                                  | Période      | Identité                    | Étiquette                            | Qualité |
| ---------------------------------------- | ------------ | --------------------------- | ------------------------------------ | --- |
| Les données manquantes sont à compléter. |              |                             |                                      | |
|                                          |              | Louis Prévost de Courmières |                                      | Propriétaire, Conseiller général d'Hesdin (1833 → 1861)                                                           |
|                                          |              | Guislain Houzel             |                                      | Notaire, Conseiller général d'Hesdin (1861 → 1867)                                                                |
| Les données manquantes sont à compléter. |              |                             |                                      | |
| 1945                                     | 1953         | Abel Poulain,               | SFIO                                 | Entrepreneur de menuiserie, résistant Député du Pas-de-Calais (1945-1951) Conseiller général d'Hesdin (1945-1951) |
| janvier 1948[réf. nécessaire]            | octobre 1963 | Henri Catteau               | MRP puis CNI puis démocrate chrétien | Agent technique, directeur de la coopérative de teillage de lin Conseiller général d'Hesdin (1951 → 1954)         |
| novembre 1963                            | 1966         | Jean Delannoy               | DVD                                  | Commerçant |
| 1966                                     | mars 1971    | Henri Landrieux             | DVD                                  | Pharmacien |
| mars 1971                                | mars 1989    | André Fréville              | PS                                   | Enseignant de mathématiques retraité Conseiller général d'Hesdin (1964 → 1988)                                    |
| mars 1989                                | mars 2005    | Christian Petit             | PS                                   | Enseignant d'histoire/géographie retraité Conseiller général d'Hesdin (1988 → 1994) Décédé en fonction            |
| avril 2005                               | avril 2014,  | Jean-Marie Roussel          | PS                                   | Fonctionnaire en retraite (PTT/La Poste)                                                                          |
| avril 2014,                              | août 2019,   | Stéphane Sieczkowski-Samier | UMP → LR puis DVD                    | Étudiant en droit Vice-président de la CC des 7 Vallées (2014 → 2017) Révoqué                                     |
| septembre 2019,                          | juillet 2020 | Gérard Lozinguez            | DVD                                  | Enseignant retraité Premier maire-adjoint (2014 → 2019) Maire par intérim d'août à septembre 2019                 |
| juillet 2020,                            |              | Matthieu Demoncheaux        | DVD                                  | Directeur de cabinet parlementaire Président de la CC des 7 Vallées (2020 → ) Maire d'Hesdin-la-Forêt (2025 → )   |

| Période      | Période                       | Identité         | Étiquette | Qualité                        |
| ------------ | ----------------------------- | ---------------- | --------- | ------------------------------ |
| janvier 2025 | En cours (au 18 janvier 2025) | Véronique Fiolet |           | Secrétaire de mairie retraitée |

### Instances de démocratie participative
Un Conseil municipal des jeunes est mis en place en septembre 2022.

### Jumelages
La commune est jumelée avec :
| Ville | Ville                         | Pays | Pays        | Période     |
| ----- | ----------------------------- | ---- | ----------- | ----------- |
|       | Borough londonien d'Havering, |      | Royaume-Uni | depuis 2000 |
|       | Brilon                        |      | Allemagne   | depuis 1965 |
|       | Heusden-Zolder                |      | Belgique    | depuis 1971 |

## Équipements et services publics

### Espaces publics
La commune a inauguré, en juillet 2022, le « jardin des senteurs » à la maison du père Brassart, et a présenté, à cette ocasion, un rosier, nouvellement créé, portant le nom de la commune et s'appelant « Hesdin-la-Forêt ».

## Population et société

### Démographie
Les habitants de la commune sont appelés les Hesdinois.

#### Évolution démographique
L'évolution du nombre d'habitants est connue à travers les recensements de la population effectués dans la commune depuis 1793. Pour les communes de moins de 10 000 habitants, une enquête de recensement portant sur toute la population est réalisée tous les cinq ans, les populations de référence des années intermédiaires étant quant à elles estimées par interpolation ou extrapolation. Pour la commune, le premier recensement exhaustif entrant dans le cadre du nouveau dispositif a été réalisé en 2006.

En 2022, la commune comptait 2 225 habitants, en évolution de +0,04 % par rapport à 2016 (Pas-de-Calais : −0,72 %, France hors Mayotte : +2,11 %).
| 1793  | 1800  | 1806  | 1821  | 1831  | 1836  | 1841  | 1846  | 1851  |
| ----- | ----- | ----- | ----- | ----- | ----- | ----- | ----- | ----- |
| 3 768 | 3 726 | 3 450 | 3 701 | 3 425 | 3 456 | 3 790 | 3 351 | 3 380 |

| 1856  | 1861  | 1866  | 1872  | 1876  | 1881  | 1886  | 1891  | 1896  |
| ----- | ----- | ----- | ----- | ----- | ----- | ----- | ----- | ----- |
| 3 277 | 3 487 | 3 150 | 3 357 | 3 083 | 3 520 | 3 401 | 3 409 | 3 429 |

| 1901  | 1906  | 1911  | 1921  | 1926  | 1931  | 1936  | 1946  | 1954  |
| ----- | ----- | ----- | ----- | ----- | ----- | ----- | ----- | ----- |
| 3 292 | 2 969 | 3 327 | 2 936 | 3 206 | 2 719 | 3 190 | 3 089 | 3 355 |

| 1962  | 1968  | 1975  | 1982  | 1990  | 1999  | 2006  | 2011  | 2016  |
| ----- | ----- | ----- | ----- | ----- | ----- | ----- | ----- | ----- |
| 3 200 | 3 105 | 3 248 | 2 977 | 2 713 | 2 686 | 2 420 | 2 182 | 2 224 |

| 2021  | 2022  | - | - | - | - | - | - | - |
| ----- | ----- | - | - | - | - | - | - | - |
| 2 222 | 2 225 | - | - | - | - | - | - | - |

#### Pyramide des âges
La population de la commune est relativement âgée.
En 2018, le taux de personnes d'un âge inférieur à 30 ans s'élève à 30,3 %, soit en dessous de la moyenne départementale (36,7 %). À l'inverse, le taux de personnes d'âge supérieur à 60 ans est de 35,6 % la même année, alors qu'il est de 24,9 % au niveau départemental.
En 2018, la commune comptait 1 021 hommes pour 1 198 femmes, soit un taux de 53,99 % de femmes, largement supérieur au taux départemental (51,50 %).
Les pyramides des âges de la commune et du département s'établissent comme suit.
| Hommes | Classe d’âge | Femmes |
| ------ | ------------ | ------ |
| 1,4    | 90 ou +      | 3,3    |
| 10,9   | 75-89 ans    | 17,2   |
| 17,8   | 60-74 ans    | 19,9   |
| 19,7   | 45-59 ans    | 17,3   |
| 16,4   | 30-44 ans    | 15,1   |
| 17,1   | 15-29 ans    | 13,2   |
| 16,8   | 0-14 ans     | 14,0   |

| Hommes | Classe d’âge | Femmes |
| ------ | ------------ | ------ |
| 0,5    | 90 ou +      | 1,6    |
| 5,6    | 75-89 ans    | 8,9    |
| 16,7   | 60-74 ans    | 18,1   |
| 20,2   | 45-59 ans    | 19,2   |
| 18,9   | 30-44 ans    | 18,1   |
| 18,2   | 15-29 ans    | 16,2   |
| 19,9   | 0-14 ans     | 17,9   |

### Sports et loisirs

#### Sports
L'Olympique Hesdin / Marconne est le club de football représentant la ville d'Hesdin et le village voisin de Marconne. Le club a connu son apogée dans les années 1940 et 1950 en jouant en Division Honneur du Nord (soit le troisième puis quatrième échelon du football français à cette époque) entre 1946 et 1952 puis en Promotion Honneur Picardie Artois Maritime de 1952 à 1956. Lors de la saison 1953-1954, la ville atteignit pour la première (et dernière) fois les 1/32e de finale de la Coupe de France en s'inclinant un but à zéro contre le CS Blénod (DH Lorraine) au stade de Longwy (Meurthe-et-Moselle). Les Hesdinois retourneront en Promotion Honneur du Nord-Pas-de-Calais de 1986 à 1992 sous les ordres de l'entraîneur Noël Sagot. Pendant les années 1980, le club connaîtra un 7e tour de Coupe de France contre l'US Tourcoing (Division 4) en 1987-1988 après avoir éliminé l'AC Cambrai (autre club de Division 4). En 1982-1983, Hesdin éliminera Avesnes-les-Aubert (Division 4) au 4e tour de la Coupe de France avant d'être sorti au tour suivant par Waziers (DH). À l'heure actuelle, Hesdin évolue en Régional 3 des Hauts-de-France (huitième échelon français).
Lors de la 4e étape Lille – Rouen du 37e Tour de France 1950, celui-ci passe par Hesdin. Le vainqueur de l'étape est le cycliste belge Stan Ockers et le vainqueur final du Tour de France, le Suisse Ferdi Kübler.

#### Loisirs

##### Sentier de randonnée
Le sentier de grande randonnée GR 121, reliant Wavre, en région Région wallonne (Belgique) à Boulogne-sur-Mer, dans le département du Pas-de-Calais (France), traverse le territoire communal.

## Économie

### Commerces
C'est historiquement le commerce qui a fait la fortune d'Hesdin.
1. Jusqu'à la conquête française, en tant que ville frontière (entre la France et l'Artois, puis la Bourgogne, puis l'Espagne), justifiant (et finançant) au passage la construction d'un hôtel de ville, avec sa cour fermée, indispensable aux négociants,
2. Ensuite, en tant que centre local des communes agricoles environnantes, entre la vente au marché des produits agricoles et l'achat des produits manufacturés des commerces et artisans locaux, le tout avec l'appoint que constituait l'apport économique des troupes stationnées sur place.

Ce dernier mécanisme économique s'est dégradé dès les années 1970 pour plusieurs raisons :
- de nombreux commerçants, soucieux d'améliorer leur qualité de vie, ont déserté l'appartement étriqué au-dessus de leur boutique, pour un logement plus confortable dans un village périphérique, se désengageant du même coup de la vie locale, au point de perdre une grande partie de leur influence politique,
- c'est aussi à cette époque que sont apparues les premières enseignes de la grande distribution qui, rejetées d'Hesdin par les commerçants contrôlant (pour peu de temps encore) la vie économique, se sont installées à Marconne ou Marconelle,
- entre coopératives[81] et industrialisation des cultures, les marchés ont perdu de leur importance.

Sur ce dernier aspect, l'apport du tourisme a récemment permis de retrouver un certain niveau d'activité, le marché ayant « reconquis » quelques-unes des rues qu'il avait « perdues » depuis 20 ans…

### Industries
Hesdin a presque totalement perdu les petites industries qui y prospéraient dans les années 1960. Certaines ont purement et simplement disparu, d'autres se sont éloignées afin de bénéficier d'un environnement plus propice (briqueterie, sucrerie, distillerie d'alcool).

### Tourisme
Cette activité est restée anecdotique jusque dans les années 1980, consistant surtout en haltes d'autocars entre la région des mines, voire la région lilloise, et la côte d'Opale, pour des séjours d'une journée. Seuls quelques commerces de petite restauration en ont bénéficié.
Les classes moyennes anglaises, enrichies par années Thatcher mais rebutées par le coût de l'immobilier anglais, ont créé un marché de la résidence secondaire dans le nord de la France (« low cost » vu la situation politico-économique française dans la même période), à quelques heures de Londres, avec la promesse d'un « raccourci » après l'ouverture du tunnel sous la Manche et Hesdin et les communes environnantes en ont bénéficié. Malgré son retard, la mise en service (1994) du tunnel a amplifié le phénomène.
Bien que d'autres nationalités soient également présentes, les touristes anglais constituent un authentique moteur économique pour la ville, variant au rythme des alternances politiques et de la conjoncture économique en Grande-Bretagne.

### «Invisibles» et transferts financiers
Les retraités sont, avec le tourisme (quand l'économie anglaise se porte bien), le moteur le plus dynamique de l'économie hesdinoise, à la fois :
- parce que les retraites (et les aides départementales, régionales et nationales qui les complètent) constituent un apport financier important,
- parce que les retraités ont d'importants besoins en matière de services à la personne (médicalisés ou non).

Il ne s'agit toutefois pas d'une activité pérenne.

## Culture locale et patrimoine

### Lieux et monuments

#### Patrimoine mondial de l'UNESCO

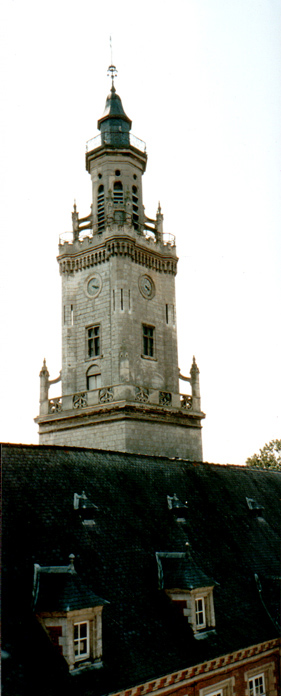
Le beffroi.

- Le beffroi est inscrit le 15 juillet 2005 au patrimoine mondial par l'Organisation des Nations unies pour l'éducation, la science et la culture (Unesco).

Très endommagé à la suite de la conquête française, il est restauré au XIXe siècle grâce à un legs de Daniel Lereuil. Le toit du clocheton (en plomb) comporte des graffitis en allemand (gravure au poignard) témoignant de la présence d'une sentinelle allemande durant la Seconde guerre mondiale. L'escalier intérieur a en partie brûlé à la suite d'un incendie provoqué par un feu d'artifice tiré depuis le toit de la mairie dans les années 1980. Le carillon a été très récemment restauré, pour un résultat très proche de la mélodie d'origine (propre à Hesdin).

#### Monuments historiques

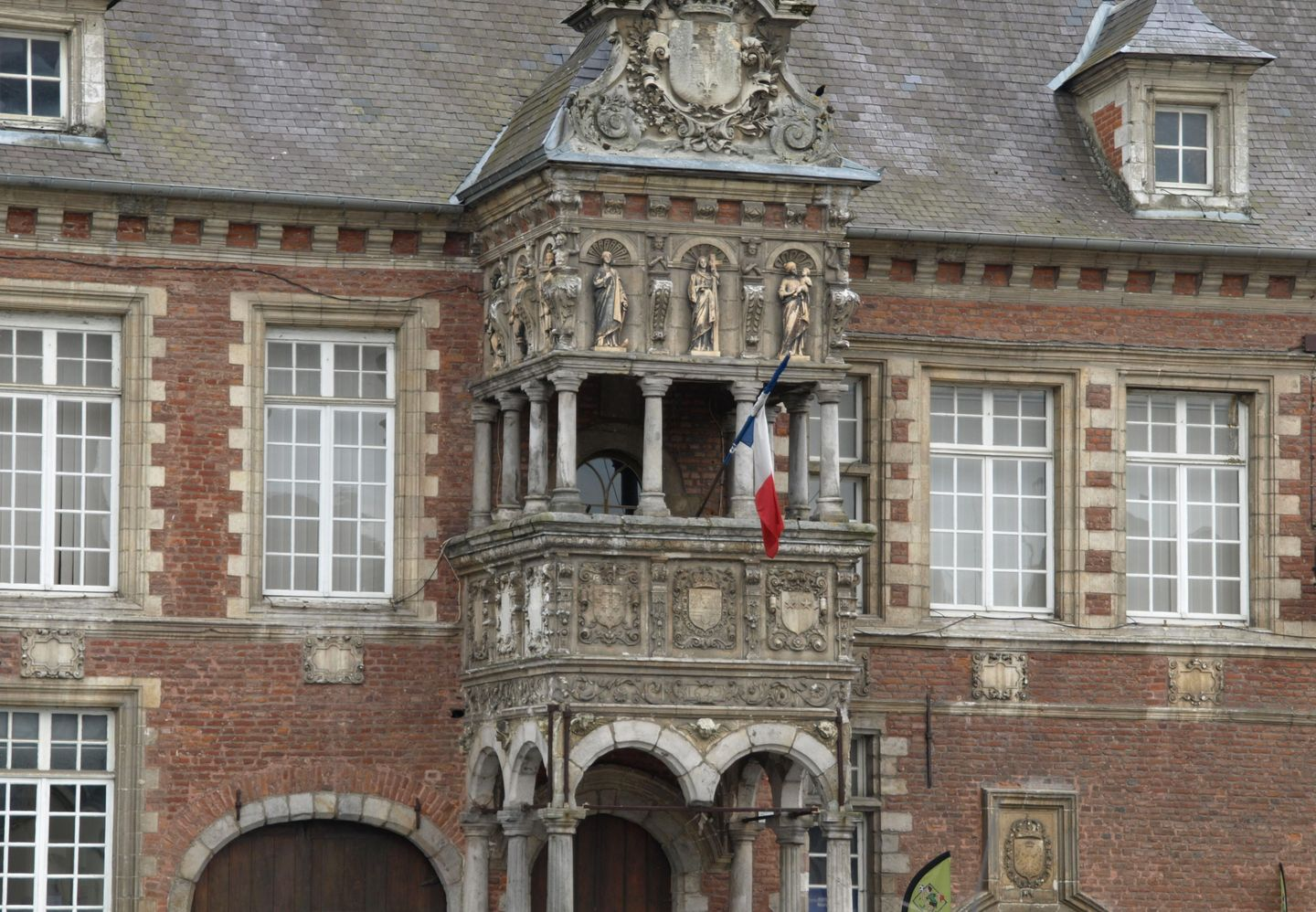
Détail de la façade de l'hôtel-de-ville (bretèche).

La commune est riche de dix monuments historiques.
- L'hôtel de ville des XVIe et XVIIe siècles, restauré au XIXe siècle grâce à un don de Pierre Lereuil, faisant l’objet d’une inscription depuis le 2 décembre 1946, comprenant une bretèche du XVIIe siècle réalisée par Jacques Bidan, Pierre Guimopre et Roussel faisant l’objet d’une inscription depuis le 10 juin 1926[83] et un beffroi faisant l’objet d’une inscription depuis le 29 novembre 2022[84].
- L'église Notre-Dame, édifiée en gothique de brique tardif jusqu'à 1554, addition d'un portail du style Renaissance en 1585, addition début XXe siècle d'une abside dite « grotte de la vierge »  (par référence à la grotte de Lourdes, et comportant de nombreux ex-voto). Parmi les tableaux, une Tête de Vierge et une Tête de Saint Jean sont attribués à Murillo. Ce bâtiment fait l’objet d’une inscription depuis le 24 janvier 1947 et le portail est classé depuis le 5 avril 1948[85].
- L'abbaye de Saint-André-aux-Bois, rue de la Paroisse et rue du Général-Tripier, datant de 1633. Ce bâtiment fait l’objet d’une inscription depuis le 28 octobre 1926[86].
- L'ancien hôtel de 1774, 17 rue du Lion-d'Or, inscrit depuis le 5 avril 1948[87].
- L'ancien hospice Saint-Jean, puis collège des Jésuites. Portail sur rue ; façades et toitures des deux pavillons qui encadrent le portail ; façades et toitures du bâtiment au fond de la cour et de son aile en retour au nord-est ; la chapelle de style néo-gothique (fin XIXe siècle conçue par Clovis Normand, sur un terrain en forme de « L » (cad. A. 878, 879) auquel elle doit son originalité : inscription par arrêté du 16 juillet 1984[88].
- L'hôtel de Songeat, de 1750, no 10 rue des Nobles, inscrit depuis le 10 avril 1948[89].
- La maison de 1775, no 4 rue des Nobles, anciennement no 2, inscrite depuis le 5 avril 1948[90].
- La maison au no 6 rue des Nobles ; anciennement no 4, façades et toitures : inscription par arrêté du 5 avril 1948[91].
- La maison au no 8 rue des Nobles ; anciennement no 6, façades et toitures : inscription par arrêté du 5 avril 1948[92].
- La maison natale de l'abbé Prévost de 1560, no 11 rue Daniel-Lereuil, inscrite depuis le 27 avril 1948[93].

#### Autres lieux et monuments

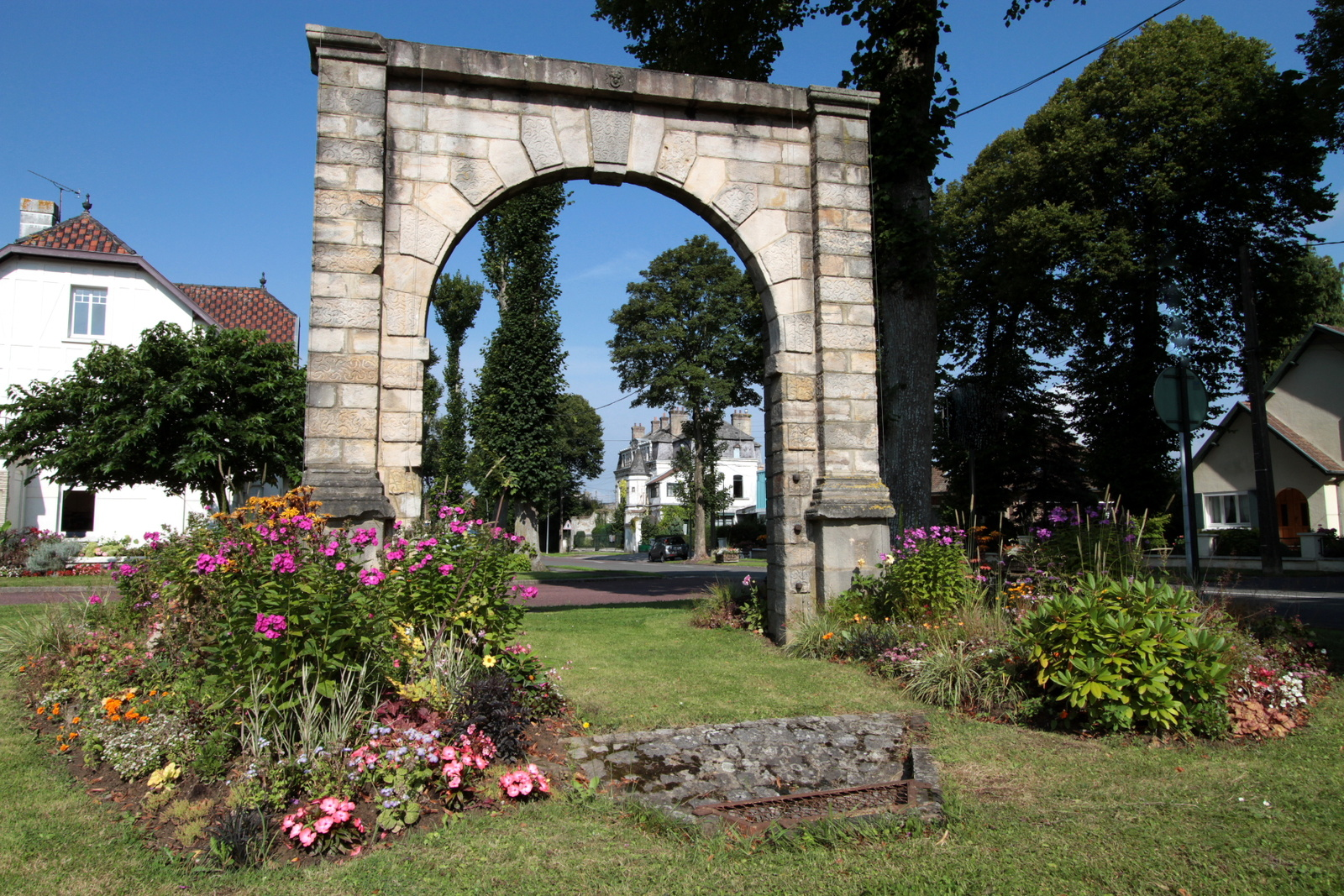
La porte d'Arras.

- Deux maisons côte à côte rue du général Leclerc :
  - la petite maison dite « du père Brassard », ancien pavillon de l'octroi d'Hesdin, considérée comme la plus ancienne maison d'Hesdin encore debout, laissée à l'abandon depuis des décennies, et dont la restauration est en cours depuis 2015[94] ;
  - la maison de Clovis Normand, couverte de carreaux de céramiques et garnie de nombreuses sculptures, dont l'état de dégradation interdit le classement.
- Ancienne brasserie-malterie, dont le porche d'entrée indique la date de 1696, 11 rue des Nobles[95].
- Le prieuré Saint-Georges d'Hesdin[96],[97].
- Les écuries, datant du XVIIe siècle, sise au 22, rue du Manège. Centre d’art contemporain dans les années 1990, elles ont accueilli des artistes comme Raymond Mason et Sabine Weiss. À la suite d'une donation en 2023 de Roger Houzel, et après délibération du conseil municipal, les écuries deviennent propriété de la commune[98].
- La porte d'Arras, construite en 1595 à la création de la cité, démontée sous le règne de Louis-Philippe Ier et reconstruite à l'abbaye de Dommartin, démontée de nouveau en 1967 et reconstruite en 1979 à l’un des carrefours de la ville[99].
- Les deux monuments aux morts[100].
- Le monument aux soldats du canton morts pour la France[101].
- Le cimetière militaire[102].

### Personnalités liées à la commune
- Jacquemart de Hesdin (vers 1355-vers 1414), peintre et enlumineur, auteur des Très Belles Heures du duc de Berry.
- Loyset Liédet (vers 1420-1479), enlumineur installé à Hesdin, œuvra pour Philippe le Bon et Charles le Téméraire.
- David Aubert (vraisemblablement né à Hesdin dans la première moitié du XVe siècle, mort après 1480), écrivain, chroniqueur et copiste pour Philippe le Bon.
- Joannes Loisel (1607-1660), chanoine régulier, maître de chant et compositeur, né dans la commune.
- Adrien Parvilliers (1619-1678), jésuite français, mort à Hesdin.
- Antoine François Prévost (1697-1763), écrivain, auteur de Manon Lescaut, né dans la commune.
- Pierre-Jean de Caux de Blacquetot (né à Hesdin en 1720, mort en 1792 à Cherbourg), général du génie de la Révolution française.
- Jean-François Gaspard Noizet de Saint-Paul, (1749-1837), militaire et homme politique né à Hesdin, député du Pas-de-Calais de 1809 à 1814.
- Marie Théodore Urbain Garbé (né et mort à Hesdin : 1769-1831), général de la Révolution et du Premier Empire (nom gravé sous l'Arc de Triomphe).
- Alexandre Vincent (né à Hesdin en 1797, mort à Paris en 1868), mathématicien.
- Victor Jacquemont (1801-1832), naturaliste et explorateur.
- Irénée Faustin Fréchon, né le 28 juin 1804 à Hesdin et mort le 5 avril 1852 à Arras, homme d'église et homme politique.
- Jules Tripier (né le 10 mai 1804 à Hesdin), général de division, grand-croix de la Légion d'honneur.
- Charles Blondin  (né Jean François Gravelet à Hesdin en 1824, mort à Londres en 1897), funambule et acrobate.
- Clovis Normand (né à Hesdin en 1830, mort en 1909), architecte.
- Joseph-Élie Méric (né à Hesdin en 1838, mort en 1905), ecclésiastique et professeur à la Sorbonne.
- Henri de Saint-Delis (1878 à Marconne-1949), peintre. Son père, militaire, était affecté à la caserne de la Frézelière du 5e régiment de dragons.
- Henri Le Fauconnier (né à Hesdin en 1881, mort en 1946 à Paris), peintre cubiste.
- Abel Poulain (1899-1969), résistant et homme politique, député et maire d'Hesdin, mort dans la commune.
- André Ryssen (1900-1946), ancien international de football, né dans la commune.
- François Dalle (né à Hesdin en 1918, mort à Genève en 2005), chef d'entreprise, PDG de L'Oréal.
- Dominique Thomas (né en 1963 à Hesdin), footballeur français ayant évolué au LOSC Lille (1983-1988 et 1989-1993) et aux Girondins de Bordeaux (1988-1989).

### Héraldique
| Blason de Hesdin | Blason  | Parti d'argent et de gueules, à deux étoiles de l'un en l'autre rangées en chef. |
| Blason de Hesdin | Détails | Adopté le 7 juin 1700.                                                           |

## Pour approfondir